# Christoph Philipps
Christoph Philipps (* 15. September 1998 in München) ist ein deutscher Basketballspieler. Er steht im Aufgebot der Skyliners Frankfurt.

## Laufbahn
Philipps durchlief die Jugendabteilung von Ratiopharm Ulm. Im März 2016 unterzog sich Philipps einer Knieoperation, um einen Knorpel- und Knochenschaden zu behandeln. Anfang Februar 2017 kehrte er aufs Spielfeld zurück und kam noch in vier Spielen für die Weißenhorn Youngstars, Ulms Nachwuchsfördermannschaft in der 2. Bundesliga ProB, zum Einsatz, in denen er zum Gewinn des Meistertitels beitrug. Nach dem Aufstieg in die 2. Bundesliga ProA wurde die Weißenhorner Mannschaft in OrangeAcademy umbenannt und nach Ulm verlegt.
Im Dezember 2017 wurde Philipps zum ersten Mal im Ulmer Hemd in der Basketball-Bundesliga eingesetzt. Mit der Ulmer Nachwuchsfördermannschaft OrangeAcademy musste er im Spieljahr 2017/18 den Abstieg aus der 2. Bundesliga ProA hinnehmen. Ab 2020 gehörte er fest zum Ulmer Bundesliga-Aufgebot, gesundheitliche Beschwerden (Leiste und Schulter) bremsten seine Entwicklung. Bis 2022 bestritt er für die Mannschaft 66 Bundesliga-Spiele, im Sommer 2022 wechselte Philipps innerhalb der Spielklasse zu den Hamburg Towers. Mit der Mannschaft spielte er auch im europäischen Vereinswettbewerb EuroCup.
Bundesliga-Aufsteiger Tigers Tübingen nahm ihn in der Sommerpause 2023 unter Vertrag. Philipps verpasste mit der Mannschaft 2024 den Verbleib in der Bundesliga. Er wechselte hernach zum Bundesliga-Rückkehrer Skyliners Frankfurt.